# Морозово (Кемеровская область)
Моро́зово — село в Промышленновском районе Кемеровской области. Входит в состав Тарабаринского сельского поселения.

## География
Центральная часть населённого пункта расположена на высоте 164 м над уровнем моря.

## Население
| 2010 |
| ---- |
| 471  |

### Половой состав
По данным Всероссийской переписи населения 2010 года, в селе Морозово проживает 471 человек (239 мужчин, 232 женщины).